# Michael Jackson: Searching for Neverland
Michael Jackson: Searching for Neverland es una película biográfica estadounidense basada en el libro de la vida personal de Michael Jackson escrito por su guardaespaldas Bill Whitfield en 2014 y por Javon Beard, siguiendo a Michael Jackson en los últimos años de su vida.

## Reparto
- Navi como Michael Jackson
- Chad L. Coleman como Bill Whitfield, guardaespaldas de Jackson
- Sam Adegoke como Javon Beared, guardaespaldas de Jackson
- Aidan Hanlon smith como Prince Jackson
- Taegen Burns como Paris Jackson
- Isabella Hofmann como Green